# Murray Adaskin
Murray Adaskin (Toronto, 28 de março de 1906 – Vitória, 6 de maio de 2002) foi um violinista, compositor, maestro e professor canadense. Depois de tocar violino com uma banda, ele estudou composição e se tornou o diretor do Departamento de Música da Universidade de Saskatchewan.